# 8770 Totanus
8770 Totanus este un asteroid din centura principală de asteroizi.

## Descriere
8770 Totanus este un asteroid din centura principală de asteroizi. A fost descoperit pe 30 septembrie 1973 la Observatorul Palomar de Cornelis Johannes van Houten, Ingrid van Houten-Groeneveld și Tom Gehrels. Asteroidul prezintă o orbită caracterizată de o semiaxă mare de 3,11 ua, o excentricitate de 0,12 și o înclinație de 2,1° în raport cu ecliptica.